# Walter Morgenthaler
Pour les articles homonymes, voir Morgenthaler.
Walter Morgenthaler (né le 15 avril 1882 à Ursenbach, canton de Berne et mort le 1er avril 1965 à Muri bei Bern, est un psychiatre et psychothérapeute suisse. 
Morgenthaler a marqué la psychiatrie suisse par sa contribution à la diffusion des tests de Rorschach comme outil diagnostique ainsi que les efforts couronnés de succès qu'il a déployés pour l'introduction d'une formation en soins infirmiers psychiatriques dans les différents établissements accueillant des patients atteints dans leur santé mentale. Il est également connu pour avoir découvert et fait connaître les œuvres d'Adolf Wölfli.

## Biographie
Walter Morgenthaler est issu d'une famille de notables du canton de Berne. Ses grands-parents paternels sont de riches paysans. Son père, Niklaus Christian Morgenthaler (1853-1928), ingénieur EPFZ, exerce d'importantes fonctions, dont celles de directeur de plusieurs lignes de chemin de fer privées, de député radical au Grand Conseil bernois, puis de conseiller d’État (de 1896 à 1905). Son frère Ernst Morgenthaler, est un peintre connu pour son rôle important dans la peinture figurative suisse. Quant à son frère Otto, il est un entomologiste spécialiste des abeilles. 
En 1913, il épouse Lenko Albert, qui est veuve et a un fils de quatre ans, Fred Singeisen, qu'il élève comme son fils. Le couple n'aura pas d'autre enfant.

### Formation et activités professionnelles
Walter Morgenthaler a grandi à Oberaargau et fait ses premières classes à Kleindietwil. En 1897, la famille s'installe en ville de Berne, où il poursuit ses études secondaires. En 1902, il entame des études de médecine. Il passe l'hiver 1905-1906 à Vienne pour fréquenter les séminaires psychanalytiques de Sigmund Freud. Il poursuit ses études à Berne (notamment auprès d'Hermann Sahli et Theodor Kocher). 
Il développe des problèmes auditifs qui resteront incurables. Il hésite à poursuivre ses études, mais Hermann Sahli l'y encourage. Pour crainte que la réussite de ses études de médecine puissent faire l'accusation de favoritisme en raison de la position de pouvoir de son père dans le canton de Berne, il choisit de faire sa dernière année d'études à Zurich. Là, le psychiatre Eugen Bleuler et l'anatomiste du cerveau Constantin von Monako font partie de ses professeurs. Il obtient son examen fédéral de médecine à Zurich en 1908. 
Morgenthaler commence sa carrière comme médecin assistant à l'asile cantonal d'aliénés de Waldau (1908-1910), sous la supervision du professeur Wilhelm von Speyr. Il est responsable d'une aile de l'hôpital où résident cent femmes malades chroniques et ne peut compter que sur dix surveillantes, sans formation, pour le seconder. Il y obtient son doctorat avec une thèse sur les mesures de la pression artérielle sphygmomanométrique chez des patients souffrant de troubles mentaux. Il part ensuite en voyage d'études à Munich, où il visite la clinique d'Emil Kraepelin ainsi qu'à Berlin, où il rencontre les psychiatres Hermann Oppenheim et Theodor Ziehen. À partir de 1910, il travailla à nouveau comme médecin assistant, cette fois à l'Institut Friedmatt à Bâle. À partir de 1912, il devient chef de clinique et travaille à l'établissement psychiatrique de Münsingen, puis, à partir de 1913, à nouveau à l'asile cantonal d'aliénés de Waldau. 
Morgenthaler occupe le poste de privat-docent à la faculté de psychiatrie de l'université de Berne de 1917 à 1937. Après avoir repris la direction de la clinique psychiatrique privée de Münchenbuchsee (1920-1925), Morgenthaler ouvre à Berne un cabinet privé de psychothérapie et de conseil conjugal. À partir de 1921, et à l'instigation notamment de Karl Jaspers, Morgenthaler exerce en parallèle la fonction de directeur de collection chez l'éditeur Bircher, où il crée et édite la collection « Arbeiten zur angewandten Psychiatrie » (Travaux sur la psychiatrie appliquée), dont le but est d'établir des ponts entre la psychiatrie clinique et d'autres domaines de la recherche scientifique. 
À partir de 1940, il vit et travaille à Muri, dans le canton de Berne. 
En 1942, il fonde conjointement avec Jean Piaget, Oscar Forel et Carl Gustav Jung la revue Schweizerische Zeitschrift für Psychologie und ihre Anwendungen puis en 1943, avec les-mêmes, la Société suisse de psychologie,.

## Découverte et promotion de l’œuvre d'Adolf Wölfli
En 1921, Walter Morgenthaler publie une monographie Ein Geisteskranker als Künstler: Adolf Wölfli, (Un malade mental en tant qu'artiste), où il présente l'histoire médicale ainsi que l’œuvre artistique d'Adolf Wölfli. Cette monographie constitue une première dans l'histoire de l'art et dans la découverte de ce qui sera plus tard décrit comme relevant de l'art brut par Dubuffet.
Morgenthaler a rencontré Wölfli dès 1907 à l'asile d'aliénés de Waldau, où Wölfli, diagnostiqué schizophrène, est interné à vie à la suite d'agressions sexuelles qu'il a commises sur des jeunes filles. Dès son internement, les psychiatres ont demandé à Wölfli d'écrire le récit de sa vie. Lorsque Morgenthaler le rencontre, Wölfli est un patient plutôt violent, qui n'hésite pas à peindre avec ses excréments, mais dessine aussi avec des crayons gris. Morgenthaler veille à ce que Wölfil dispose de papier et de crayons de couleur. Wölfli réalise de très nombreux dessins où s'entremêlent écrits, la représentation d'un monde imaginaire et/ou réel, partitions de musique (avec portée hétérodoxe à 6 lignes). Morgenthaler s'intéresse à ses dessins, les rassemble et les conserve. Il remarque que cette activité graphique semble apaiser Wölfli, son comportement est plus calme. Morgenthaler passe de longue heures à discuter avec lui, alors que celui-ci dessine dans sa chambre. Sa monographie constitue ainsi le fruit d'une connaissance intime de Wölfli ainsi que le premier commentaire de l'oeuvre de Wölfli,.

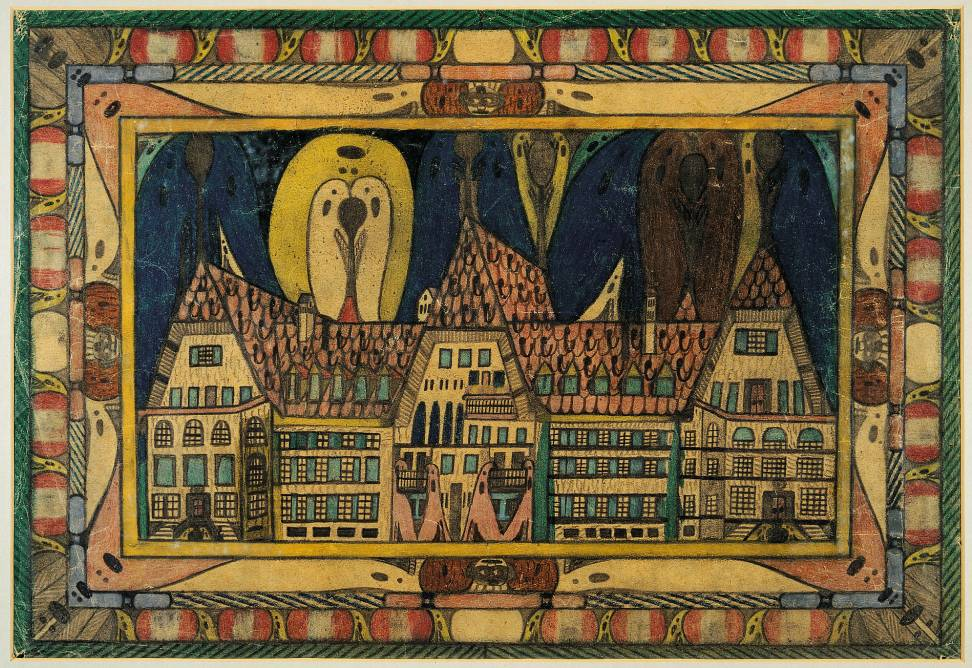
La clinique de Waldau dessinée par Adlof Wölfli (1921)

 Morgentahler est d'avis qu'il est possible de prendre au sérieux les œuvres artistiques de personnes psychotiques, et non en tant que preuves de leur dégénérescence, à l'instar de Cesare Lombroso. Influencé par le critique d'art Wilhelm Worringer, il pense que l'origine de la créativité est plus directement accessible dans les œuvres de psychotiques que dans celles de personnes ne souffrant pas de maladie mentale. Morgenthaler essaie d'établir des liens entre les hallucinations et les modifications de perception de Wölfli et ses œuvres artistiques. Contrairement à d'autres psychiatres, Morgenthaler n'essaie nullement d'influencer la production de Wölfli, qui dessine spontanément, compulsivement, et sur des sujets choisis par lui seul. 
Selon Morgentahler, Adolf Wölfli possède un talent artistique supérieur à la moyenne des personnes malades mentales, mais également des personnes en bonne santé. Sa création artistique serait le fruit de compétences inaltérées par la maladie mentale et la qualité de sa production justifie à ses yeux que Wöfli soit appréhendé comme un artiste. D'après Morgentahler, la schizophrénie jouerait néanmoins un rôle dans l'art de Wölfli : c'est la maladie qui le pousserait à s'extérioriser à travers son art et ce n'est que depuis que sa schizophrénie se serait pleinement développée qu'il ferait preuve d'un tel talent artistique. 
Dès sa parution, la monographie de Morgenthaler suscite un très vif intérêt, notamment de la part de personnalités telles que la psychanalyste Lou Andreas-Salomé et l'écrivain Rainer Maria Rilke. Elle sera republiée de nombreuses fois. 

## Intérêts scientifiques
Durant sa carrière scientifique, Walter Morgenthaler a rédigé de très nombreux articles scientifiques, avec un intérêt marqué pour les productions graphiques des personnes atteintes de troubles psychiques. Il a contribué à plusieurs domaines de recherche en psychiatrie, considéré rétrospectivement comme en avance sur son temps. 
Walter Morgenthaler se sentait proche du mouvement psychanalytique freudien. Avec Hermann Rorschach, Eugen Bleuler, et Ludwig Binswanger, il a contribué à la diffusion des concepts freudiens en Suisse. Cependant, il s'est toujours refusé à rejoindre la Société suisse de psychanalyse, craignant de perdre son autonomie intellectuelle. 

### Histoire du traitement de la maladie mentale
En 1915, Morgenhalter publie un livre intitulé Bernisches Irrenwesen von den Anfängen bis zur Erröffnung des Tollhauses 1749, fruit de ses recherches à ses heures perdues sur le traitement des malades mentaux dans le canton de Berne, à partir des archives cantonales bernoises.

### Test de Rorschach comme outil diagnostique
Le test de Rorschach est un outil d'évaluation psychologique de type projectif élaboré par le psychiatre et psychanalyste suisse Hermann Rorschach en 1921. Il consiste en une série de planches graphiques présentant des taches symétriques a priori non figuratives qui sont proposées à la libre interprétation de la personne évaluée. Selon Rorschach, les réponses des sujets permettraient d'évaluer la personnalité ainsi qu'être un outil d'évaluation de la santé mentale des sujets. 

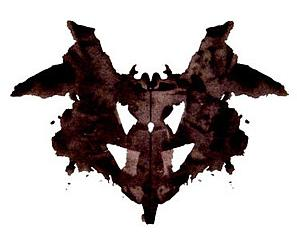
planche du test de Rorschach

En 1918, Hermann Rorschach présente ses premières planches de taches d'encre à ses collègues de l'asile pour aliénés de Herisau en Appenzell, où il exerce la fonction de médecin-adjoint. En 1919, il envoie un premier manuscrit contenant 15 planches de taches d'encre à plusieurs éditeurs qui le refusent, produire un tel ouvrage s'avérerait particulièrement onéreux,. 
En 1921, Walter Morgenthaler l'aide alors à convaincre l'éditeur suisse Bircher de le publier sous la forme de 10 planches,: (Psychodiagnostik: Methodik und ergebnisse eines warhrnehmungsdiagnostischen Experiments (deutenlassen von zufallsformen). Cet ouvrage est le deuxième publié dans la collection «Arbeiten zur angewandten Psychiatrie » dont Morgenthaler est directeur de publication. 
Morgenthaler est un ami de Rorschach, il est comme lui intéressé par la psychanalyse et les productions artistiques des personnes hospitalisées à l'asile. Tous deux ont fait connaissance alors qu'ils travaillent ensemble à l'asile d'aliénés de Waldau, de juillet 1914 à octobre 1915. Hermann Rorschach décède tragiquement en 1922, des suites d'une appendicite, à l'âge de 37 ans. 
Dans un premier temps, le livre est rejeté par les milieux psychiatriques. Walter Morgenthaler a cependant été un des pionniers de l'utilisation du test de Rorschach et a largement contribué à sa diffusion en Suisse,,. 

### Contre le dogme de l'incurabilité de la schizophrénie
En 1926, Walter Morgenthaler publie un article précurseur, « Das Dogma von der Unheilbarkeit der Schizophrenie » (Le dogme de l'incurabilité de la schizophrénie).

## Publications
Au cours de sa carrière, Walter Morgenthaler a publié de très nombreux écrits, dont plusieurs ouvrages. À partir de 1922, Walter Morgenthaler est directeur de publication de la revue professionnelle « Kranken- und Irrenpflege ». Cette revue est destinée au personnel travaillant dans les hôpitaux psychiatriques et a pour but de contribuer à créer la fonction d'infirmier en soins psychiatriques. Walter Morgenthaler est responsable de toute la partie médicale de la revue et, au départ, c'est lui qui rédige quasiment tous les articles de cette section. 

### Ouvrages
- Bernisches Irrenwesen : Von Den Anfängen Bis Zur Eröffnung Des Tollhauses 1749. Bern: G. Grunau, 1915. Print.
- Ein Geisteskranker Als Künstler. Bern ; Leipzig: E. Bircher, 1921. Print. Arbeiten Zur Angewandten Psychiatrie 1.
- (de) « Das Dogma von der Unheilbarkeit der Schizophrenie », Zeitschrift für die gesamte Neurologie und Psychiatrie, vol. 100, no 1,‎ 1926, p. 668-677
- (de) Die Pflege der Gemüts- und Geisteskranken : Im Auftrag der Schweizer Gesellschaft für Psychiatriee, Berne, Huber, 1930
- (de) Bildung und Ausbildung beim Schweizerischen Plegepersonal für Gemüts- und Geisteskranke, Berne, Huber, 1934, 334 p.
- avec Willy Bärtschi, Geschlecht, Liebe, Ehe, Zürich: Büchergilde Gutenberg, 1953. Print. Forschung Und Leben.
- Un patient mental en tant qu'artiste (Adolf Wölfli), Berne 1921, réimpression: Vienne 1985,  (ISBN 3-85446-115-1)
- Rorschachmethode – Rorschachbewegung. In: Schweizerische Zeitschrift für Psychologie und ihre Anwendungen, 1943
- Letzte Aufzeichnungen von Selbstmördern, Berne 1945.
- Der Mensch Karl Marx. Bern 1962.